# New Lands

Bìa cuốn New Lands ấn bản năm 1968 của Ace Star Book.

New Lands (tạm dịch: Xứ sở Mới) là cuốn sách phi hư cấu thứ hai của tác giả Charles Fort được xuất bản vào năm 1923. Nội dung chủ yếu đề cập đến các hiện tượng dị thường trong thiên văn học.
Fort đã mở rộng lý thuyết của ông trong cuốn sách này về Biển Siêu-Sargasso – nơi mà những thứ có mặt trên cõi trần tục được cho là hiện thực hóa nhằm tạo ra cơn mưa đổ xuống Trái Đất – cũng như phát triển ý tưởng rằng có những lục địa trên bầu trời Trái Đất. Để làm bằng chứng, ông còn trích dẫn một số hiện tượng dị thường, bao gồm "ảo ảnh" kỳ lạ của các khối đất, nhóm người và động vật trên bầu trời. Ông cũng tiếp tục các cuộc công kích vào giáo điều khoa học, viện dẫn một số ngôi sao và hành tinh bí ẩn mà các nhà khoa học không tính đến được.
Trong tất cả các cuốn sách của Fort, New Lands được đánh giá là tác phẩm tệ nhất. Những suy đoán của tác giả (nghiêm túc hay nói đùa mà ông không tiết lộ) liên quan đến các lục địa trên bầu trời và hình dạng được cho là giống đỉnh của Trái Đất vốn có niên đại đáng kể.
New Lands có sẵn trong bộ Toàn tập tác phẩm Charles Fort của nhà xuất bản Dover Publications cùng với những cuốn sách viết về đề tài huyền bí khác của Fort, và một phiên bản trực tuyến đã chỉnh sửa kèm theo liên kết bên dưới.